# Cornelis Buys I
Cornelis Cornelisz. Buys I (Alkmaar, ca. 1480 - aldaar, ca. 1519/23/24) was een Nederlands kunstschilder, die door Max Jakob Friedländer en Godfridus Johannes Hoogewerff is aangehaald als de mogelijke Meester van Alkmaar.
Over hem is weinig met zekerheid bekend. Hij was de broer van Jacob Cornelisz. van Oostsanen en de vader van Cornelis Buys II. Volgens Aernout van Buchel was hij verder de leermeester van Jan van Scorel. Kunstenaarsbiograaf Karel van Mander noemt hem in zijn Schilder-boeck (1604) "een fraey schilder".
Aan hem is onder andere de gewelfschildering van het Laatste Oordeel (1518) toegeschreven, dat zich bevindt in de koorsluiting van de apsis van de Alkmaarse Sint-Laurenskerk en verwant is met de stijl van Van Oostsanen. Ook aan andere werken in deze kerk werkte hij mee. Hij was de belangrijkste schilder van Alkmaar en in 1519 zelfs de enige. Dit deed Hoogewerff (op een eerdere suggestie van Friedländer) er mede toe besluiten in het tweede deel van zijn Noord-Nederlandsche Schilderkunst (1937) te stellen dat het waarschijnlijk was dat hij dezelfde was als de mysterieuze Meester van Alkmaar. Zijn argumenten vonden echter geen weerklank bij anderen, aangezien het meesterstuk Zeven Werken (1504) een ander huismerk droeg dan De ontmoeting van Rebekka en Eliëzer bij de put, dat aan Buys wordt toegeschreven. Als alternatieve meester werd Pieter Gerritsz opgevoerd, waarvoor de argumentatie eveneens rammelde; het zou moeten gaan om een schilder die ver voor 1540 (het sterfjaar van Gerritz) zou moeten zijn overleden, daar de Zeven Werken moet zijn gemaakt door een zeer ervaren schilder.
- Biografisch Portaal: 63008237
- RKD-Nederlands Instituut voor Kunstgeschiedenis: 14553
- Union List of Artist Names: 500118802
- Virtual International Authority File: 96561491